# Ocyptamus funebris
Ocyptamus funebris är en tvåvingeart som beskrevs av Macquart 1834. Ocyptamus funebris ingår i släktet Ocyptamus och familjen blomflugor. Inga underarter finns listade i Catalogue of Life.